# Nicola Manfroce
Nicola Manfroce (Palmi (Calàbria), 20 de febrer de 1791 - Nàpols, 9 de juliol de 1813) fou un compositor italià. Fou un dels músics més importants del període anterior a Rossini. Hi ha molta literatura musical que menciona aquest “brillant i desventurat” músic amb expressions de penediment per la seva mort prematura, la qual va deixar curt el desenvolupament natural d’una “personalitat excepcional i extremadament prometedora”.
Manfroce va començar els seus estudis musicals des de petit i el seu primer professor fou el Pare Domenico, el mestre de capella de la “Chiesa Madre”de Palmi. El nen va demostrar unes aptituds extraordinàries per la música, amb dotze anys, va compondre una Missa que va impressionar de manera profunda i favorable músics de l’època. Degut a aquest fet, dos ciutadans d’alt nivell adquisitiu van decidir assumir la responsabilitat de donar-li a Manfroce una bona educació musical i van promoure la seva admissió al Conservatorio della Pietà dei Turchini de Nàpols, en aquells anys un dels conservatoris més prestigiosos d'Itàlia.
L’any 1804 Manfroce va ser admès dins de l’institució on exponents importants de l'escola napolitana – com ho foren Leonardo Leo, Gaspare Spontini, Stefano Pavesi o Pietro Raimondi – van ser educats i on Saverio Mercadante estudiaria anys més tard. El jove compositor va estudiar harmonia amb Giovanni Furno i contrapunt amb Giacomo Tritto. Uns quants anys més tard va anar a Roma per completar la seva educació amb el famós Nicola Zingarelli (1752 – 1837), el qual havia viscut una cèlebre carrera com a compositor i professor i ara era responsable de la Capella de Sant Pere.
Fou a Roma (Teatro Valle) – molt actiu musicalment en aquella època – on Manfroce va fer el seu debut com a compositor d’òpera representant el 10 de setembre de 1810 la seva Alzira, basada en el llibret que Gaetano Rossi va fer de la tragèdia de Voltaire. Trenta quatre anys més tard el mateix tema serà usat per Giuseppe Verdi per la seva primera obra al Teatro San Carlo. Alzira fou un èxit degut a la seva vena “fresca i melòdica” que impregnava les àries i els conjunts i va tenir un llarg recorregut a teatres del nord i del centre d’Itàlia: Florència, Bologna, Milà, Monza i Venècia. A Nàpols l’òpera només es va fer després de la mort de Manfroce al 1819.
Després de l’èxit d’Alzira, Manfroce va tornar a Nàpols on, degut a una concessió especial, va poder viure a la Universitat. El 8 de setembre de 1811 va escoltar La Vestale d'Spontini al teatre de Nàpols gràcies a la iniciativa del rei Gioacchino Murat. La tragèdia lírica d'Spontini va impressionar profundament Manfroce el qual va decidir seguir la mateixa línia.
Tot i estar ja malmès per la malaltia que el matarà en poc temps, Manfroce es posà a treballar amb una obstinació malaltissa i ràpidament treu la que serà la seva obra més gran i que representi els seus coneixements artístics, Ecuba.
Nicola A. Manfroce morirà el 9 de juliol de 1813.

## Composicions
En l’obra de Manfroce es pot veure com aquest bevia de la tradició operística italiana de finals del segle xviii. En aquells anys es representaven al Teatro San Carlo obres com Orazi e Curiazi de Cimarosa, Edipo a Colono de Sacchini i Aristodemo de Pavesi.
D’entre les seves obres destaquen:
- Alzira (òpera)
- Ecuba (òpera)
- Piramo e Tisbe (òpera)
- Armida (cantata)
- La nascita d’Alcide (cantata)
- Miserere (oratori)
- L’Armonica (simfonía per a orquestra)

## Discografia
- BERNART, Massimo de (1990). Ecuba. [Enregistrament sonor]. Itàlia: Bongiovanni.